# Jan Dalecký
Jan Dalecký, původním jménem Jan Beránek (* 19. srpna 1942 Brno-Žabovřesky) je český jazzový i klasický houslista a pedagog.

## Život
V roce 1961 završil studium na Státní hudební a dramatické konzervatoři v Brně, ve studiu hudby se zdokonaloval na Janáčkově akademii múzických umění v Brně, kde absolvoval v roce 1967. Základní vojensku službu odsloužil během přerušení studia ve Vojenském estrádním souboru Praha. Již během základní vojenské služby se setkal v Praze s Karlem Velebným, roku 1984 se přihlásil jako frekventant do prvního ročníku Letní jazzové dílny Karla Velebného ve Frýdlantu a od druhého ročníku v roce 1985 se stal jejím lektorem.
Pracoval na pozici koncertního mistra Státního symfonického orchestru Filharmonie pracujících Gottwaldov, následně uspěl v konkurzu do Státní filharmonie Brno. Vzhledem ke své hudební univerzálnosti se stal i členem Orchestru Gustava Broma. V létech 1977 - 1981 byl členem jazzového kvarteta Ornis.  Hostoval živě s mnoha osobnostmi naší jazzové scény - s SHQ Karla Velebného,  s Vlastou Průchovou a Triem Vojtěcha Eckerta, s Janou Koubkovou, s Eugenem Jegorovem, s Kvartetem Milana Svobody a dalšími. 
V období let 1993-2008 vyučoval hru na housle v Základní umělecké škole v Tišnově, kde byl i zástupcem ředitele. Koncertuje i s barokním kvartetem Na JAMU vyučuje jako odborný asisent – vysokoškolský senior, na katedře jazzové improvizace.

### Osobní život
Jméno Dalecký přijal Beránek po rozvodu v roce 2012.

## Dílo

### Diskografie (i alba, na kterých hostuje)
- Emil Viklický: V Holomóci městě - 1978 [10]
- Emil Viklický: Okno - 1980[11]
- Swing kvartet v Redutě 2 - 1981
- Felix Slováček a Vladimír Klusák - Fascinující rytmus -1983 [12]
- Brno Brass Band: Silvestr - 1986 [13]
- Kuličky: Bacha na Bacha - 19991 [7]
- Nostalgia Quartet: The Entertainer - 1992
- Poutníci: Je to v nás PO - 1992 PO
- Iva Bittová: Classic - 1998 [14]
- Iva Bittová: Echoes - 1992 [15]
- Luboš Malina: Naper se a pukni! - 1999 [16]
- Ornis: 1977-1981 - 2021 [17]

### Další aktivity
- Od roku 1968 pracuje jako externí hudební redaktor Českého rozhlasu, kde moderuje pořady Noční vlna jazzu, Jazzová snídaně, Jazzofon, Mr. Evergreen.[18]
- V roce 1987 byl iniciátorem vzniku Klub přátel Divadla Járy Cimrmana v Brně[19]
- Je sběratelem gramofonových hudebních nahrávek, autorem sleevenote nově vydaných titulů, konferenciér, propagátor jazzu a expert na Orchestr Gustava Broma.[20]